# Hermann Freytag (Historiker)
Hermann Carl Ernst Freytag (geboren am 25. Februar 1869 in Danzig, polnisch Gdańsk; gestorben am 26. März 1921 in Osterwick, polnisch Ostrowite bei Danzig) war ein preußischer evangelischer  Theologe, Pfarrer, Lizenziat und Historiker (Regionalgeschichte), der sich insbesondere mit der Geschichte seines Heimatkreises befasste.

## Leben
Freytag war der Sohn eines Danziger Polizeisekretärs. Er besuchte, ebenso wie der spätere Historiker Paul Simson, bis Ostern 1887 das Königliche Gymnasium in Danzig und studierte anschließend Evangelische Theologie. Er erwarb sich in dieser Zeit ein umfangreiches geschichtliches Wissen, das sich insbesondere auf die Kirchenhistorie und Vergangenheit rund um Danzig erstreckte. Nach dem Studium wurde er zunächst Pfarrer in Groß Schliwitz. Bei seinen Forschungen beschäftigte er sich mit der gesamten Provinz Westpreußen und neben der Theologie auch mit juristischen Themen und den Beziehungen Danzigs zu Wittenberg in der Reformationszeit (1898) oder den Beziehungen der Universität Leipzig zu Preußen bis zur Reformation (1902). Um 1909 war er Pfarrer in Reichenberg in Westpreußen.
Er hatte 1914 das Pfarramt in der Stadt Thorn übernommen, nachdem er zuvor als Pfarrer in Stüblau (polnisch Steblewo) gearbeitet hatte. Hier trat er bald dem Copernicus-Verein für Wissenschaft und Kunst bei, für den er fortan tätig war. Am 19. Februar 1916 wurde er zum Vorsitzenden der Vereinigung ernannt und war ab 1919 dessen Stellvertreter, da er im Herbst des Jahres nach Osterwick umgezogen war. Er blieb dem Verein weiterhin verbunden und wurde zum Ehrenmitglied ernannt. Während seiner Zeit in Thorn hielt er Vorträge über die Geschichte der Stadt und veröffentlichte seine Forschungsergebnisse in den Mitteilungen des Vereins. Seine Schriften erschienen in mehreren Zeitschriften. Er erkrankte an einem unheilbaren Leiden, dem er 1921 erlag, und hinterließ eine Frau, die aus Thorn stammte, sowie ein gemeinsames Kind.

## Publikationen (Auswahl)
- Die Geschichte der Jesuitenmission in Danzig nach archivalischen Quellen. In: Verein für die Geschichte von Ost- und Westpreußen (Hrsg.): Altpreußische Monatsschrift. Neue Folge, Band 26, 1889, S. 521–570 (Textarchiv – Internet Archive).
- Zur Geschichte des Latermannschen Streites. In: Verein für die Geschichte von Ost- und Westpreußen (Hrsg.): Altpreußische Monatsschrift. Neue Folge, Band 33, 1896, S. 550–561.
- Die Wachstafelbücher des Leipziger Rates aus dem 15. Jahrhundert. In: Neues Archiv für Sächsische Geschichte und Altertumskunde. Band 20, 1899, S. 209–245 (Textarchiv – Internet Archive).
- Die Preußen auf der Universität Wittenberg und die nichtpreußischen Schüler Wittenbergs in Preussen von 1502–1602. Duncker und Humblot, Leipzig 1903 (archive.org).
- Das Archidiakonat Pommerellen der Diózese Wloclawek im Mittelalter. In: Verein für die Geschichte von Ost- und Westpreußen (Hrsg.): Altpreußische Monatsschrift. Neue Folge, Band 41, Heft 3–4, Königsberg 1904, S. 205–233 (Textarchiv – Internet Archive).
- Geschichte des Kirchspiels Stüblau im Danziger Werder. In: Zeitschrift des Westpreußischen Geschichtsvereins. Band 54, 1912, S. 105–188 (Sonderdruck, Danzig: polona.pl).
- Thorn als Regierungsstadt. In: Mitteilungen des Copernicus-Vereins für Wissenschaft und Kunst zu Thorn. Heft 25, Nr. 4: Sitzungsberichte und Abhandlungen. Walter Lambeck, Thorn Dezember 1917, S. 82–97 (kpbc.ukw.edu.pl).
- Paul Simson. Ein Nachruf. In: Hansische Geschichtsblätter. Band 23, Duncker und Humblot, Leipzig / München 1917, S. 3*–12* (Textarchiv – Internet Archive).